# John Diefenbaker
John George Diefenbaker (/ˈdiːfənbeɪkər/; Neustadt, 18 settembre 1895 – Ottawa, 16 agosto 1979) è stato un politico canadese. Fu il tredicesimo Primo ministro del Canada dal 21 giugno 1957 al 22 aprile 1963.

## Biografia
John Diefenbaker nacque in Neustadt (Ontario), nel sud dell'Ontario, da William Thomas Diefenbaker e Mary Florence Bannerman. Nel 1929, sposò Edna Brower (1899-1951), poi nel 1953 sposò Olive Palmer (1902-1976). A lui si deve la strenua difesa del mantenimento della "Red Ensign", la vecchia bandiera canadese con l'Union Jack nel cantone, durante il dibattito del 1964 che portò il governo liberale di Lester Pearson all'adozione dell'attuale "Maple Leaf" come bandiera nazionale canadese. Anche successivamente all'adozione della Maple Leaf continuò ad adoperarsi affinché la vecchia bandiera tornasse ufficiale senza però riuscire nell'intento. Per il suo funerale lasciò scritto che sulla bara voleva che vi fosse posizionata la "Red Ensign" e così accadde.